# Белоус, Мечислав Дмитриевич
Мечислав Дмитриевич Белоус (16 ноября 1924, село Войтовцы, теперь Хмельникского района Винницкой области — 23 октября 1993)  — украинский советский деятель, новатор сельскохозяйственного производства, председатель колхозов «Победитель» и «Дружба» Хмельницкого района, 1-й секретарь Хмельницкого райкома КПУ Винницкой области. Депутат Верховного Совета УССР 6-8-го созывов. Герой Социалистического Труда (31.12.1965).

## Биография
Родился в крестьянской семье.
С апреля 1944 года — в Красной армии, участник Великой Отечественной войны. Служил стрелком 7-й стрелковой роты, писарем 3-го батальона 5-го гвардейского воздушно-десантного полка 2-й гвардейской воздушно-десантной дивизии 1-го Украинского фронта.
Член ВКП(б).
С 1954 по 1963 год — председатель колхоза «Победитель» (потом — имени Ленина) села Березное Хмельникского района Винницкой области.
В 1963—1968 годах — председатель колхоза «Дружба» села Уланов Хмельницкого района Винницкой области.
С 1968 года — 1-й секретарь Хмельницкого районного комитета КПУ Винницкой области.
Потом — на пенсии.

## Награды
- Герой Социалистического Труда (31.12.1965)
- орден Ленина (31.12.1965)
- орден «Знак Почёта» (26.02.1958)
- орден Отечественной войны І ст. (22.07.1987)
- орден Отечественной войны ІI ст.. (6.04.1985)
- орден Славы ІІ ст. (11.06.1945)
- орден Славы ІІІ ст. (20.08.1944)
- медаль «За отвагу» (28.06.1944)
- медаль «За боевые заслуги» (19.05.1945)
- медали